# Royal Standard de Liège 2014-2015
Questa voce raccoglie le informazioni riguardanti il Royal Standard de Liège nelle competizioni ufficiali della stagione 2014-2015.

## Stagione
Nella stagione 2014-2015 lo Standard Liegi ha disputato la Pro League, massima serie del campionato belga di calcio, terminando la stagione regolare al quarto posto con 53 punti conquistati in 30 giornate, frutto di 16 vittorie, 5 pareggi e 9 sconfitte. Grazie a questo piazzamento è stato ammesso alla seconda fase valevole per decretare il vincitore del campionato, terminando questo girone al quarto posto con 40 punti conquistati in 10 giornate, frutto di 4 vittorie, 1 pareggio e 5 sconfitte più i 27 punti di bonus derivanti dal piazzamento nella stagione regolare, guadagnando l'accesso al terzo turno preliminare della UEFA Europa League 2015-2016. Nella Coppa del Belgio lo Standard Liegi è sceso in campo dai sedicesimi di finale, raggiungendo gli ottavi di finale dove è stato eliminato dal Lokeren. In UEFA Champions League lo Standard Liegi è sceso in campo nel terzo turno preliminare dove ha superato i greci del Panathīnaïkos, accedendo alla fase play-off dove è stato eliminato dai russi dello Zenit. Con questa sconfitta lo Standard Liegi è stato ammesso alla fase a gironi della UEFA Europa League: sorteggiato nel girone G, ha terminato all'ultimo posto, venendo eliminato.

## Rosa
| N. |                        | Ruolo | Calciatore          |
| -- | ---------------------- | ----- | ------------------- |
| 1  | Giappone (bandiera)    | P     | Eiji Kawashima      |
| 4  | Senegal (bandiera)     | C     | Ricardo Faty        |
| 5  | Portogallo (bandiera)  | D     | Jorge Teixeira      |
| 6  | Belgio (bandiera)      | D     | Laurent Ciman       |
| 8  | Paesi Bassi (bandiera) | D     | Ron Stam            |
| 9  | Brasile (bandiera)     | A     | Vinícius Araújo     |
| 10 | Belgio (bandiera)      | A     | Igor de Camargo     |
| 11 | Svezia (bandiera)      | C     | Jiloan Hamad        |
| 13 | Danimarca (bandiera)   | D     | Alexander Scholz    |
| 14 | Giappone (bandiera)    | C     | Yuji Ono            |
| 15 | Belgio (bandiera)      | C     | Julien de Sart      |
| 16 | Francia (bandiera)     | P     | Yohann Thuram-Ulien |
| 17 | Belgio (bandiera)      | C     | Deni Milošević      |
| 18 | Belgio (bandiera)      | C     | Reda Jaadi          |
| 19 | Francia (bandiera)     | D     | Damien Dussaut      |
| 20 | Belgio (bandiera)      | D     | Ali Yaşar           |
| 21 | Camerun (bandiera)     | C     | Eyong Enoh          |
| 23 | Francia (bandiera)     | C     | Adrien Trebel       |
| 24 | Belgio (bandiera)      | D     | Corentin Fiore      |
| 25 | Haiti (bandiera)       | A     | Jeff Louis          |

| N. |                         | Ruolo | Calciatore             |
| -- | ----------------------- | ----- | ---------------------- |
| 27 | Colombia (bandiera)     | D     | Darwin Andrade         |
| 28 | Belgio (bandiera)       | P     | Guillaume Hubert       |
| 29 | Belgio (bandiera)       | P     | Lucas Pirard           |
| 30 | Belgio (bandiera)       | C     | Jonathan Legear        |
| 32 | Scozia (bandiera)       | A     | Tony Watt              |
| 33 | Marocco (bandiera)      | C     | Mehdi Carcela-González |
| 36 | Belgio (bandiera)       | D     | Dino Arslanagić        |
| 37 | Belgio (bandiera)       | D     | Jelle Van Damme        |
| 40 | RD del Congo (bandiera) | A     | Paul-José M'Poku       |
| 42 | Svezia (bandiera)       | C     | Astrit Ajdarević       |
| 45 | Belgio (bandiera)       | D     | François Marquet       |
| 54 | Belgio (bandiera)       | C     | Alexis De Sart         |
| 63 | Belgio (bandiera)       | C     | Geoffrey Mujangi Bia   |
| 66 | Slovenia (bandiera)     | D     | Martin Milec           |
| 67 | Belgio (bandiera)       | C     | Tortol Lumanza         |
| 97 | Marocco (bandiera)      | C     | Ryan Mmaee             |
|    | Gabon (bandiera)        | C     | Frédéric Bulot         |
|    | Nigeria (bandiera)      | A     | Imoh Ezekiel           |
|    | Spagna (bandiera)       | C     | Jonathan Viera Ramos   |
|    | Belgio (bandiera)       | A     | Yanis Mbombo           |

## Risultati

### UEFA Champions League

#### Terzo turno preliminare
| Liegi 30 luglio 2014, ore 20:00 UTC+2 Andata | Standard Liegi | 0 – 0 referto | Panathīnaïkos | Sclessin Stadion\| Arbitro: \| Carlos Gómez \| |
| Arbitro:                                     | Carlos Gómez   |               |               |                                                |

| Arbitro: | Michael Oliver |

|                       |           |                       |
| Arslanagić 17’ (aut.) | Marcatori | 36’ Mbombo 41’ M'Poku |

#### Fase play-off
| Arbitro: | Craig Thomson |

|  |           |           |
|  | Marcatori | 16’ Šatov |

| Arbitro: | Gianluca Rocchi |

|                                 |           |  |
| Rondón 30’ Hulk 54’ (rig.), 58’ | Marcatori |  |

### UEFA Europa League

#### Fase a gironi
Girone G
| Arbitro: | Cristian Balaj |

|                      |           |  |
| Ciman 74’ Araújo 87’ | Marcatori |  |

| Arbitro: | Jorge Sousa |

|                       |           |           |
| Van Beek 47’ Manu 84’ | Marcatori | 65’ Viera |

| Liegi 23 ottobre 2014, ore 19:00 CEST Terza giornata | Standard Liegi | 0 – 0 referto | Siviglia | Sclessin Stadion (10 365 spett.)\| Arbitro: \| Hüseyin Göçek \| |
| Arbitro:                                             | Hüseyin Göçek  |               |          |                                                                 |

| Arbitro: | Bobby Madden |

|                                 |           |            |
| Gameiro 19’ Reyes 41’ Bacca 90’ | Marcatori | 32’ M'Poku |

| Arbitro: | Stephan Studer |

|                                |           |  |
| Moisés 26’ Kramarić 34’ (rig.) | Marcatori |  |

| Arbitro: | Alon Yefet |

|  |           |                                    |
|  | Marcatori | 16’ Toornstra 60’ Boëtius 88’ Manu |

## Statistiche

### Statistiche di squadra
| Competizione          | Punti | In casa | In casa | In casa | In casa | In casa | In casa | In trasferta | In trasferta | In trasferta | In trasferta | In trasferta | In trasferta | Totale | Totale | Totale | Totale | Totale | Totale | DR  |
| Competizione          | Punti | G       | V       | N       | P       | Gf      | Gs      | G            | V            | N            | P            | Gf           | Gs           | G      | V      | N      | P      | Gf     | Gs     | DR  |
| --------------------- | ----- | ------- | ------- | ------- | ------- | ------- | ------- | ------------ | ------------ | ------------ | ------------ | ------------ | ------------ | ------ | ------ | ------ | ------ | ------ | ------ | --- |
| Pro League            | 53    | 15      | 8       | 2       | 5       | 26      | 19      | 15           | 8            | 3            | 4            | 23           | 20           | 30     | 16     | 5      | 9      | 49     | 39     | +10 |
| Pro League play-off   | 40    | 5       | 4       | 0       | 1       | 11      | 4       | 5            | 0            | 1            | 4            | 3            | 9            | 10     | 4      | 1      | 5      | 14     | 13     | +1  |
| Coppa del Belgio      | -     | 1       | 0       | 0       | 1       | 1       | 4       | 1            | 1            | 0            | 0            | 3            | 0            | 2      | 1      | 0      | 1      | 4      | 4      | 0   |
| UEFA Champions League | -     | 2       | 0       | 1       | 1       | 0       | 1       | 2            | 1            | 0            | 1            | 2            | 4            | 4      | 1      | 1      | 2      | 2      | 5      | -3  |
| UEFA Europa League    | -     | 3       | 1       | 1       | 1       | 2       | 3       | 3            | 0            | 0            | 3            | 2            | 7            | 6      | 1      | 1      | 4      | 4      | 10     | -6  |
| Totale                | -     | 26      | 13      | 4       | 9       | 40      | 31      | 26           | 10           | 4            | 12           | 33           | 40           | 52     | 23     | 8      | 21     | 73     | 71     | +2  |